# Спортивная карта
Спортивная карта — детализированная топографическая карта, выполненная с использованием специальных условных знаков, предназначенная для использования в спортивном ориентировании.
На спортивной карте отсутствуют координатная сетка, линии истинного меридиана, склонение, точки геодезических привязок и действует особая система точности по плановым, угловым и высотным измерениям в соответствии с требованиями Международной федерации спортивного ориентирования (ИОФ), а специальное содержание составляют показ проходимости местности и индивидуальных особенностей изображаемых объектов.
На карту, выдаваемую участнику соревнований, наносят пурпурным (допускается красным, фиолетовым) цветом элементы дистанции, соответствующие каждому виду ориентирования.
Для спортивных карт обычно применяются масштабы 1:5000, 1:7500, 1:10 000 и 1:15 000 с высотой сечения рельефа 5 м. На местности с небольшим перепадом высот на склонах можно использовать высоту сечения рельефа 2,5 м.
В России спортивные карты издаются согласно Инструкции Федерации спортивного ориентирования России (ФСОР) в соответствии с международной системой условных знаков ИОФ, дополненной национальными условными знаками, утвержденными ФСОР.

## Программное обеспечение
В 1988—1989 годах швейцарский программист и составитель карт Ганс Штейнеггер (нем. Hans Steinegger) выпустил первую версию картографической программы OCAD. Сегодня около 95-98 % всех карт для спортивного ориентирования создаются с помощью этой программы.
В 2012 году был основан проект OpenOrienteering Mapper — свободная кроссплатформенная альтернатива OCAD.